# Demarziella geminata
Demarziella geminata là một loài bọ cánh cứng trong họ Bọ hung (Scarabaeidae).